# Regiunea Flamandă
Regiunea Flamandă (în neerlandeză Vlaams Gewest, pronunție în neerlandeză [ˌvlaːms xəˈʋɛst] ⓘ; în franceză Région flamande; în germană Flämische Region), denumită în mod obișnuit Flandra (în neerlandeză Vlaanderen - pronunție în neerlandeză [ˈvlaːndərə(n)] ⓘ; în franceză Flandre - pronunție în franceză [flɑ̃dʁ]; în germană Flandern - pronunție în germană [ˈflandɐn] ⓘ), este una din cele trei regiuni ale Belgiei, împreună cu Regiunea Valonă și Regiunea Capitalei Bruxelles. Regiunea Flamandă ocupă partea de nord a Belgiei și se întinde pe o suprafață de 13625 km² (44,4% din Belgia). Este una din cele mai dens populate regiuni din Europa, cu o densitate de aproximativ 483 locuitori/km².
Regiunea Flamandă nu trebuie confundată cu Comunitatea Flamandă: aceasta din urmă cuprinde atât locuitorii Regiunii Flamande, cât și minoritatea vorbitoare de neerlandeză din Regiunea Capitalei Bruxelles.

## Istoric și politici
Regiunea a fost înființată pe 8 august 1980, odată cu Regiunea Valonă și Regiunea Capitalei Bruxelles, ca parte a structurii statului federal belgian, alcătuit din comunități și regiuni. Imediat după înființarea sa, regiunea și-a transferat Comunității Flamande toate competențele pe care i le acordă constituția Belgiei. Prin urmare, actualele autorități flamande (Parlamentul Flamand și Guvernul Flamand) reprezintă întregul popor flamand, inclusiv populația flamandă din Regiunea Capitalei Bruxelles, care trăiește în afara granițelor administrative ale Regiunii Flamande. În consecință, Regiunea Flamandă este guvernată de instituțiile Comunității Flamande. Totuși, membrii parlamentului Comunității Flamande aleși în Regiunea Capitalei Bruxelles nu au drept de vot în afacerile regionale flamande.
Puterile și competențele Regiunii Flamande sunt definite de Constituția Belgiei și de „Legea specială cu privire la reforma instituțiilor”, din 8 august 1980. Regiunea Flamandă nu are puteri și competențe în Bruxelles. 

## Structură

### Diviziuni administrative
Informații suplimentare: Provinciile Flandrei

Provinciile Regiunii Flamande

Regiunea Flamandă este constituită din cinci provincii, fiecare din ele fiind alcătuită din arondismente administrative care, la rândul lor, conțin municipalități (300 în total în Flandra, denumite gemeente).
În mod surprinzător, sediul parlamentului flamand este la Bruxelles, oraș care nu este parte a Regiunii Flamande, ci este component al Regiunii Capitalei Bruxelles, de sine stătătoare. Spre deosebire de corespondentul său flamand, parlamentul valon are sediul pe teritoriul Valoniei, la Namur.
Totuși, la Bruxelles își au sediul atât instituțiile Comunității Flamande, cât și cele ale Comunității Franceze.
| Provincie | Provincie                          | Capitală           | Arondismente administrative                                            | Populație (1 ianuarie 2019) | Suprafață | Densitate |
| --------- | ---------------------------------- | ------------------ | ---------------------------------------------------------------------- | --------------------------- | --------- | --------- |
| 1         | Anvers (Antwerpen)                 | Anvers (Antwerpen) | Antwerpen, Mechelen, Turnhout                                          | 1,857,986                   | 2876 km²  | 647 km²   |
| 2         | Limburg (Limburg)                  | Hasselt            | Hasselt, Maaseik, Tongeren                                             | 874,048                     | 2427 km²  | 361 km²   |
| 3         | Flandra de Est (Oost-Vlaanderen)   | Gent (Gand)        | Aalst, Dendermonde, Eeklo, Gent, Oudenaarde, Sint-Niklaas              | 1,515,064                   | 3007 km²  | 504 km²   |
| 4         | Brabantul Flamand (Vlaams-Brabant) | Louvain (Leuven)   | Halle-Vilvoorde, Leuven                                                | 1,146,175                   | 2118 km²  | 542 km²   |
| 5         | Flandra de Vest (West-Vlaanderen)  | Bruges (Brugge)    | Brugge, Diksmuide, Ieper, Kortrijk, Oostende, Roeselare, Tielt, Veurne | 1,195,796                   | 3197 km²  | 375 km²   |

### Niveluri administrative, executive și electorale
| Regiunea Flamandă         | Regiunea Flamandă         | Supranațional         | Național              | Național                                                                 | Comunitar                                                                | Regional                                                                 | Provincie                                                                  | Arondisment          | District provincial  | Canton               | Municipalitate    | District              |
| ------------------------- | ------------------------- | --------------------- | --------------------- | ------------------------------------------------------------------------ | ------------------------------------------------------------------------ | ------------------------------------------------------------------------ | -------------------------------------------------------------------------- | -------------------- | -------------------- | -------------------- | ----------------- | --------------------- |
| Administrativ             | Nivel                     | Uniunea Europeană     | Belgia                | Belgia                                                                   | Flandra                                                                  | Flandra                                                                  | Antwerpen · Limburg · Flandra de Est · Flandra de Vest · Brabantul Flamand | 22                   | 22                   | 22                   | 308               | 9                     |
| Administrativ             | Nivel                     | Uniunea Europeană     | Belgia                | Belgia                                                                   | Comunitatea Flamandă                                                     | Regiunea Flamandă                                                        | Antwerpen · Limburg · Flandra de Est · Flandra de Vest · Brabantul Flamand | 22                   | 22                   | 22                   | 308               | 9                     |
| Administrativ             | Executiv                  | Comisia Europeană     | Guvernul Belgiei      | Guvernul Belgiei                                                         | Guvernul Flamand                                                         | Guvernul Flamand                                                         | Colegiul Provincial                                                        | Colegiul Provincial  | Colegiul Provincial  | Colegiul Provincial  | Colegiul Comunal  | Colegiul Districtual  |
| Administrativ             | Legislativ                | Parlamentul European  | Senat                 | Camera Reprezentanților                                                  | Parlamentul Flamand                                                      | Parlamentul Flamand                                                      | Consiliul Provincial                                                       | Consiliul Provincial | Consiliul Provincial | Consiliul Provincial | Consiliul Comunal | Consiliul Districtual |
| Circumscripție electorală | Circumscripție electorală | Colegiul neerlandofon | Colegiul neerlandofon | Antwerpen, Limburg, Brabantul Flamand, Flandra de Est și Flandra de Vest | Antwerpen, Limburg, Brabantul Flamand, Flandra de Est și Flandra de Vest | Antwerpen, Limburg, Brabantul Flamand, Flandra de Est și Flandra de Vest | Antwerpen, Limburg, Brabantul Flamand, Flandra de Est și Flandra de Vest   | 12                   | 35                   | 103                  | 308               | 9                     |
| Alegeri                   | Alegeri                   | Europene              | Federale              | Federale                                                                 | în Flandra                                                               | în Flandra                                                               | Provinciale                                                                | Provinciale          | Provinciale          | Provinciale          | Comunale          | Districtuale          |

## Economie
Regiunea Flamandă are o economie modernă și diversificată, cu accentul pus pe cercetare și dezvoltare. Multe întreprinderi lucrează strâns cu centre de cercetare locale pentru a dezvolta noi produse și servicii. Produsul intern brut (PIB) al regiunii a fost 269.9 miliarde € în 2018, reprezentând 59% din cel al Belgiei. PIB-ul pe cap de locuitor, raportat la puterea standard de cumpărare, a fost de 36.300 € sau 136% din PIB-ul mediu al celor 27 de state membre ale Uniunii Europene în același an. Același indicator economic era estimat la 34.200 €/cap de locuitor în 2020, scăderea fiind pusă pe seama pandemiei de COVID-19.

### Transport

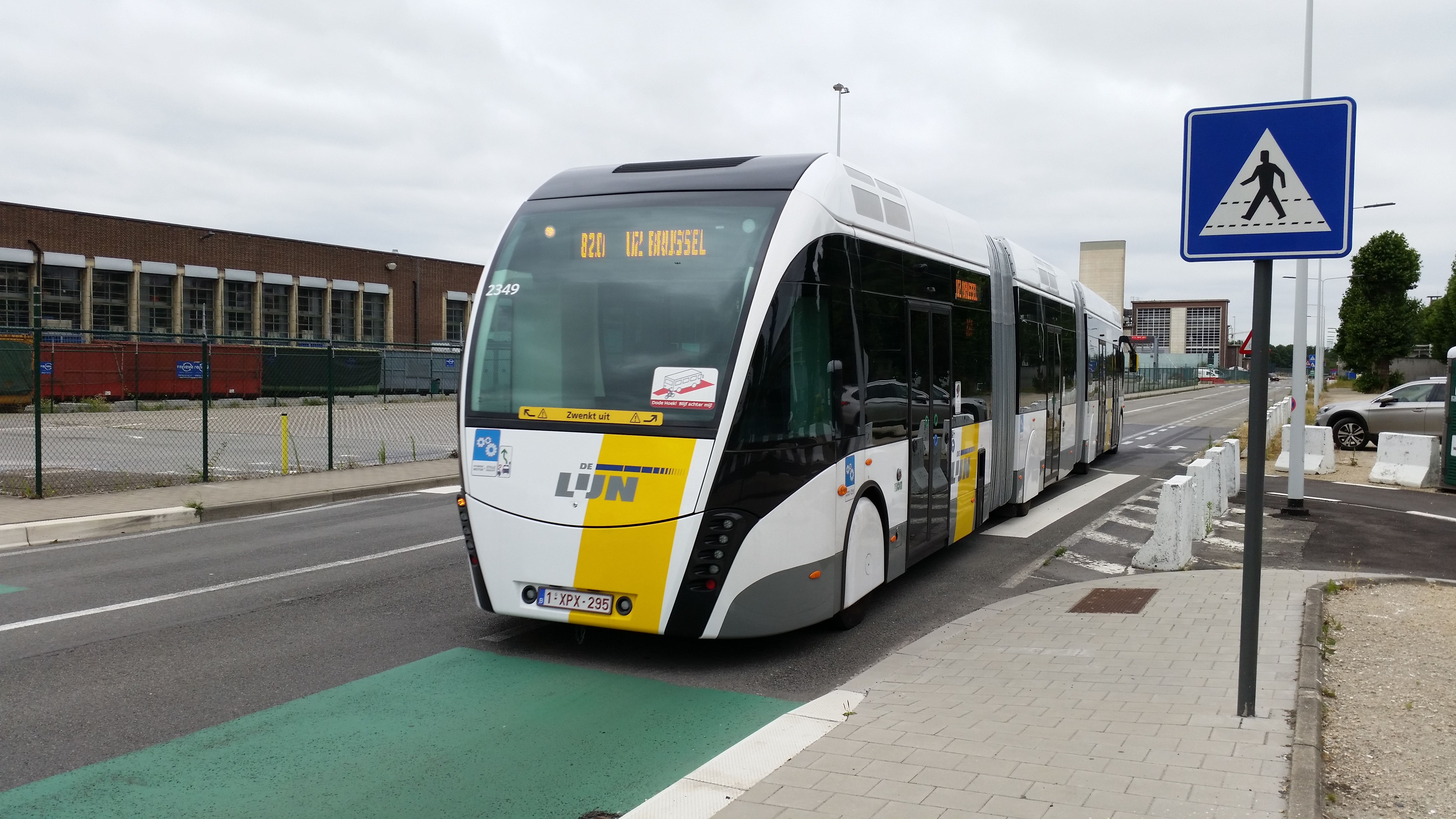
Trambus al De Lijn pe linia 820.

De Lijn este principala companie de transport în comun din Regiunea Flamandă și este administrată de guvernul flamand. Cartierul general al companiei este situat în Mechelen.  Pe 31 decembrie 2019, compania dispunea de 2295 de autobuze și 398 de tramvaie, din care 48 circulau pe linia litoralului, cea mai lungă linie de tramvai aflată în exploatare în lume. Cu excepția tramvaiului litoralului și a altor câteva linii speciale, un bilet sau abonament De Lijn este valabil pe orice mijloc de transport al companiei, în orice localitate acoperită de rețeaua de transport public a acesteia.
Guvernul flamand este responsabil și de întreținerea și administrarea a circa 500 de kilometri de drumuri regionale (în neerlandeză gewestwegen) și circa 900 de kilometri de autostrăzi care străbat teritoriul Regiunii Flamande. Alte tipuri de drumuri aflate în administrarea regiunii sunt cele provinciale și cele municipale.

## Demografie
În 2019, în Regiunea Flamandă trăiau 6.589.069 de locuitori, reprezentând 57,8% din populația Belgiei, răspândiți pe o suprafață de 13.625 km², reprezentând doar 41,5% din cea a Belgiei, ceea ce indică o densitate mare. Diamantul Flamand (în neerlandeză Vlaamse Ruit) este numele zonei centrale, cea mai populată din Regiunea Flamandă, alcătuită din câteva orașe mari ca Anvers, Gent, Leuven și Mechelen, precum și localitățile compacte dintre ele. Aproximativ 5.500.000 de persoane trăiesc în această zonă.

### Orașe

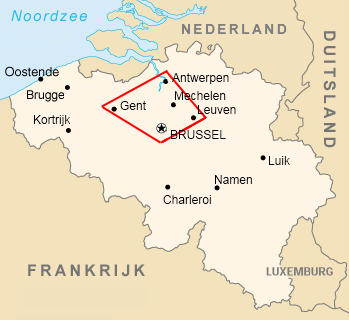
Poziția Diamantului Flamand pe harta Belgiei

Cele mai mari orașe din Regiunea Flamandă, conform cifrelor privind populația publicate pe 1 ianuarie 2018, sunt următoarele:
- Antwerpen (523.248)
- Gent (260.341)
- Bruges (118.284)
- Leuven (101.396)
- Mechelen (86.304)
- Aalst (85.715)
- Hasselt (77.651)
- Sint-Niklaas (76.756)
- Kortrijk (76.265)
- Oostende (71.332)
- Genk (66.110)
- Roeselare (62.301)

### Limbă

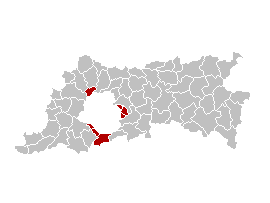
Municipalitățile cu facilități lingvistice din jurul capitalei Bruxelles

Limba oficială a Regiunii Flamande este neerlandeza, denumită uneori în mod colocvial „limba flamandă” (în neerlandeză Vlaams). Există și numeroase dialecte, cele mai importante fiind flamanda occidentală, flamanda orientală, dialectul brabantin și cel limburghez.
Limba franceză poate fi utilizată în anumite scopuri administrative într-un număr limitat de municipalități, 12 în total, denumite „comune cu facilități lingvistice”, din care 6 sunt situate în jurul Regiunii Capitalei Bruxelles, iar celelalte 6 la granița administrativă cu Regiunea Valonă.
„Municipalitățile de la periferie” (în neerlandeză Vlaamse Rand), adică cele situate în jurul orașului Bruxelles, sunt Drogenbos, Kraainem, Linkebeek, Sint-Genesius-Rode, Wemmel și Wezembeek-Oppem. Bruxelles era inițial un oraș vorbitor de neerlandeză, însă a fost francofonizat în secolele al XIX-lea și al XX-lea, în prezent locuitorii fiind în mare parte vorbitori de franceză.
Municipalitățile cu facilități lingvistice de la granița cu Valonia sunt Bever (în franceză Biévène), Herstappe, Mesen (în franceză Messines), Ronse (în franceză Renaix), Spiere-Helkijn (în franceză Espierres-Helchin), Voeren (în franceză Fourons).

#### Minorități
Proporția minorităților în cadrul populației flamande nu este cunoscută, deoarece Regiunea Flamandă nu publică statistici oficiale priving componența etnică și lingvistică a regiunii. Statistici foarte detaliate sunt însă disponibile anual în sistemul de învățământ de stat flamand, însă ele nu se referă la minoritățile etnice cu cetățenie belgiană care locuiesc pe teritoriul Regiunii Flamande, ci doar la naționalitățile străine. În total, în anul școlar 2019–2020 erau înscriși 47.654 de elevi de naționalitate străină în ciclul de învățământ primar și 41.773 în cel secundar, în total 89.427 de elevi. În sistemul preșcolar erau încriși 31.147 de copii de naționalitate străină. Aceste cifre nu cuprind și elevii și preșcolarii înscriși în sistemul de învățământ privat sau confesional.
| \| Ponderea principalelor naționalități în numărul total de elevi străini din învățământul primar flamand \| Ponderea principalelor naționalități în numărul total de elevi străini din învățământul primar flamand \| Ponderea principalelor naționalități în numărul total de elevi străini din învățământul primar flamand \| Ponderea principalelor naționalități în numărul total de elevi străini din învățământul primar flamand \| Ponderea principalelor naționalități în numărul total de elevi străini din învățământul primar flamand \| \| ------------------------------------------------------------------------------------------------------ \| ------------------------------------------------------------------------------------------------------ \| ------------------------------------------------------------------------------------------------------ \| ------------------------------------------------------------------------------------------------------ \| ------------------------------------------------------------------------------------------------------ \| \| Naționalitate \| \| \| \| Nr. elevi (procent) \| \| Țările de Jos \| Țările de Jos \| \| 12.674 (26,59%) \| 12.674 (26,59%) \| \| Polonia \| Polonia \| \| 3.172 (6,65%) \| 3.172 (6,65%) \| \| România \| România \| \| 2.747 (5,76%) \| 2.747 (5,76%) \| \| Spania \| Spania \| \| 2.368 (4,97%) \| 2.368 (4,97%) \| \| Bulgaria \| Bulgaria \| \| 2.138 (4,48%) \| 2.138 (4,48%) \| \| Maroc \| Maroc \| \| 1.770 (3,71%) \| 1.770 (3,71%) \| \| Siria \| Siria \| \| 1.408 (2,95%) \| 1.408 (2,95%) \| \| Afganistan \| Afganistan \| \| 1.264 (2,65%) \| 1.264 (2,65%) \| \| Portugalia \| Portugalia \| \| 1.138 (2,39%) \| 1.138 (2,39%) \| \| Irak \| Irak \| \| 1.012 (2,12%) \| 1.012 (2,12%) \| \| Turcia \| Turcia \| \| 808 (1,69%) \| 808 (1,69%) \| \| Total elevi străini \| Total elevi străini \| \| 47.654 (100%) \| 47.654 (100%) \| \| Statistică în anul școlar 2019–2020.[20] \| \| \| \| \| |                     |  |                 |                     |
| Ponderea principalelor naționalități în numărul total de elevi străini din învățământul primar flamand |                     |  |                 |                     |
| Naționalitate |                     |  |                 | Nr. elevi (procent) |
| Țările de Jos | Țările de Jos       |  | 12.674 (26,59%) | 12.674 (26,59%)     |
| Polonia | Polonia             |  | 3.172 (6,65%)   | 3.172 (6,65%)       |
| România | România             |  | 2.747 (5,76%)   | 2.747 (5,76%)       |
| Spania | Spania              |  | 2.368 (4,97%)   | 2.368 (4,97%)       |
| Bulgaria | Bulgaria            |  | 2.138 (4,48%)   | 2.138 (4,48%)       |
| Maroc | Maroc               |  | 1.770 (3,71%)   | 1.770 (3,71%)       |
| Siria | Siria               |  | 1.408 (2,95%)   | 1.408 (2,95%)       |
| Afganistan | Afganistan          |  | 1.264 (2,65%)   | 1.264 (2,65%)       |
| Portugalia | Portugalia          |  | 1.138 (2,39%)   | 1.138 (2,39%)       |
| Irak | Irak                |  | 1.012 (2,12%)   | 1.012 (2,12%)       |
| Turcia | Turcia              |  | 808 (1,69%)     | 808 (1,69%)         |
| Total elevi străini | Total elevi străini |  | 47.654 (100%)   | 47.654 (100%)       |
| Statistică în anul școlar 2019–2020. |                     |  |                 |                     |

| Ponderea principalelor naționalități în numărul total de elevi străini din învățământul primar flamand | Ponderea principalelor naționalități în numărul total de elevi străini din învățământul primar flamand | Ponderea principalelor naționalități în numărul total de elevi străini din învățământul primar flamand | Ponderea principalelor naționalități în numărul total de elevi străini din învățământul primar flamand | Ponderea principalelor naționalități în numărul total de elevi străini din învățământul primar flamand |
| --- | --- | --- | --- | --- |
| Naționalitate                                                                                          | | | | Nr. elevi (procent)                                                                                    |
| Țările de Jos                                                                                          | Țările de Jos                                                                                          | | 12.674 (26,59%)                                                                                        | 12.674 (26,59%)                                                                                        |
| Polonia                                                                                                | Polonia                                                                                                | | 3.172 (6,65%)                                                                                          | 3.172 (6,65%)                                                                                          |
| România                                                                                                | România                                                                                                | | 2.747 (5,76%)                                                                                          | 2.747 (5,76%)                                                                                          |
| Spania                                                                                                 | Spania                                                                                                 | | 2.368 (4,97%)                                                                                          | 2.368 (4,97%)                                                                                          |
| Bulgaria                                                                                               | Bulgaria                                                                                               | | 2.138 (4,48%)                                                                                          | 2.138 (4,48%)                                                                                          |
| Maroc                                                                                                  | Maroc                                                                                                  | | 1.770 (3,71%)                                                                                          | 1.770 (3,71%)                                                                                          |
| Siria                                                                                                  | Siria                                                                                                  | | 1.408 (2,95%)                                                                                          | 1.408 (2,95%)                                                                                          |
| Afganistan                                                                                             | Afganistan                                                                                             | | 1.264 (2,65%)                                                                                          | 1.264 (2,65%)                                                                                          |
| Portugalia                                                                                             | Portugalia                                                                                             | | 1.138 (2,39%)                                                                                          | 1.138 (2,39%)                                                                                          |
| Irak                                                                                                   | Irak                                                                                                   | | 1.012 (2,12%)                                                                                          | 1.012 (2,12%)                                                                                          |
| Turcia                                                                                                 | Turcia                                                                                                 | | 808 (1,69%)                                                                                            | 808 (1,69%)                                                                                            |
| Total elevi străini                                                                                    | Total elevi străini                                                                                    | | 47.654 (100%)                                                                                          | 47.654 (100%)                                                                                          |
| Statistică în anul școlar 2019–2020.                                                                   | | | | |

| \| Ponderea principalelor naționalități în numărul total de elevi străini din învățământul secundar flamand \| Ponderea principalelor naționalități în numărul total de elevi străini din învățământul secundar flamand \| Ponderea principalelor naționalități în numărul total de elevi străini din învățământul secundar flamand \| Ponderea principalelor naționalități în numărul total de elevi străini din învățământul secundar flamand \| Ponderea principalelor naționalități în numărul total de elevi străini din învățământul secundar flamand \| \| -------------------------------------------------------------------------------------------------------- \| -------------------------------------------------------------------------------------------------------- \| -------------------------------------------------------------------------------------------------------- \| -------------------------------------------------------------------------------------------------------- \| -------------------------------------------------------------------------------------------------------- \| \| Naționalitate \| \| \| \| Nr. elevi (procent) \| \| Țările de Jos \| Țările de Jos \| \| 13.319 (31,88%) \| 13.319 (31,88%) \| \| Polonia \| Polonia \| \| 2.108 (5,05%) \| 2.108 (5,05%) \| \| Spania \| Spania \| \| 1.914 (4,58%) \| 1.914 (4,58%) \| \| Bulgaria \| Bulgaria \| \| 1.647 (3,94%) \| 1.647 (3,94%) \| \| România \| România \| \| 1.615 (3,87%) \| 1.615 (3,87%) \| \| Afganistan \| Afganistan \| \| 1.568 (3,75%) \| 1.568 (3,75%) \| \| Maroc \| Maroc \| \| 1.157 (2,77%) \| 1.157 (2,77%) \| \| Siria \| Siria \| \| 1.030 (2,46%) \| 1.030 (2,46%) \| \| Portugalia \| Portugalia \| \| 886 (2,12%) \| 886 (2,12%) \| \| Turcia \| Turcia \| \| 762 (1,82%) \| 762 (1,82%) \| \| Irak \| Irak \| \| 736 (1,76%) \| 736 (1,76%) \| \| Total elevi străini \| Total elevi străini \| \| 41.773 (100%) \| 41.773 (100%) \| \| Statistică în anul școlar 2019–2020.[20] \| \| \| \| \| |                     |  |                 |                     |
| Ponderea principalelor naționalități în numărul total de elevi străini din învățământul secundar flamand |                     |  |                 |                     |
| Naționalitate |                     |  |                 | Nr. elevi (procent) |
| Țările de Jos | Țările de Jos       |  | 13.319 (31,88%) | 13.319 (31,88%)     |
| Polonia | Polonia             |  | 2.108 (5,05%)   | 2.108 (5,05%)       |
| Spania | Spania              |  | 1.914 (4,58%)   | 1.914 (4,58%)       |
| Bulgaria | Bulgaria            |  | 1.647 (3,94%)   | 1.647 (3,94%)       |
| România | România             |  | 1.615 (3,87%)   | 1.615 (3,87%)       |
| Afganistan | Afganistan          |  | 1.568 (3,75%)   | 1.568 (3,75%)       |
| Maroc | Maroc               |  | 1.157 (2,77%)   | 1.157 (2,77%)       |
| Siria | Siria               |  | 1.030 (2,46%)   | 1.030 (2,46%)       |
| Portugalia | Portugalia          |  | 886 (2,12%)     | 886 (2,12%)         |
| Turcia | Turcia              |  | 762 (1,82%)     | 762 (1,82%)         |
| Irak | Irak                |  | 736 (1,76%)     | 736 (1,76%)         |
| Total elevi străini | Total elevi străini |  | 41.773 (100%)   | 41.773 (100%)       |
| Statistică în anul școlar 2019–2020. |                     |  |                 |                     |

| Ponderea principalelor naționalități în numărul total de elevi străini din învățământul secundar flamand | Ponderea principalelor naționalități în numărul total de elevi străini din învățământul secundar flamand | Ponderea principalelor naționalități în numărul total de elevi străini din învățământul secundar flamand | Ponderea principalelor naționalități în numărul total de elevi străini din învățământul secundar flamand | Ponderea principalelor naționalități în numărul total de elevi străini din învățământul secundar flamand |
| --- | --- | --- | --- | --- |
| Naționalitate                                                                                            | | | | Nr. elevi (procent)                                                                                      |
| Țările de Jos                                                                                            | Țările de Jos                                                                                            | | 13.319 (31,88%)                                                                                          | 13.319 (31,88%)                                                                                          |
| Polonia                                                                                                  | Polonia                                                                                                  | | 2.108 (5,05%)                                                                                            | 2.108 (5,05%)                                                                                            |
| Spania                                                                                                   | Spania                                                                                                   | | 1.914 (4,58%)                                                                                            | 1.914 (4,58%)                                                                                            |
| Bulgaria                                                                                                 | Bulgaria                                                                                                 | | 1.647 (3,94%)                                                                                            | 1.647 (3,94%)                                                                                            |
| România                                                                                                  | România                                                                                                  | | 1.615 (3,87%)                                                                                            | 1.615 (3,87%)                                                                                            |
| Afganistan                                                                                               | Afganistan                                                                                               | | 1.568 (3,75%)                                                                                            | 1.568 (3,75%)                                                                                            |
| Maroc | Maroc | | 1.157 (2,77%)                                                                                            | 1.157 (2,77%)                                                                                            |
| Siria | Siria | | 1.030 (2,46%)                                                                                            | 1.030 (2,46%)                                                                                            |
| Portugalia                                                                                               | Portugalia                                                                                               | | 886 (2,12%)                                                                                              | 886 (2,12%)                                                                                              |
| Turcia                                                                                                   | Turcia                                                                                                   | | 762 (1,82%)                                                                                              | 762 (1,82%)                                                                                              |
| Irak | Irak | | 736 (1,76%)                                                                                              | 736 (1,76%)                                                                                              |
| Total elevi străini                                                                                      | Total elevi străini                                                                                      | | 41.773 (100%)                                                                                            | 41.773 (100%)                                                                                            |
| Statistică în anul școlar 2019–2020.                                                                     | | | | |

### Religie
În Belgia, respectiv în Regiunea Flamandă, există șapte culte care sunt recunoscute și finanțate de stat: romano-catolicismul, protestantismul, evanghelismul, anglicanismul, ortodoxismul, islamul și iudaismul. Taxele pentru finanțarea cultelor religioase recunoscute se ridicau la 474.621.366 milioane € în 2019, respectiv 79 € pe cap de locuitor flamand.
Deși principala religie din Regiunea Flamandă este cea romano-catolică, numărul credincioșilor musulmani practicanți îl depășește pe cel al romano-catolicilor practicanți. La nivelul întregii Belgii, circa 400.000 de musulmani se declarau practicanți în anul 2016, în timp ce doar circa 200.000 de romano-catolici declarau că frecventează în mod regulat biserica. În ultimii ani, imigrația masivă din țările musulmane, în special din Maroc și Turcia, a fost unul din motivele care a condus la creșterea sprijinului alegătorilor flamanzi pentru partidele de dreapta și extremă dreapta. Vlaams Belang, un partid populist, anti-imigrație și eurosceptic, a câștigat procente importante cu un discurs prin care atrage atenția asupra „islamizării” Belgiei și a Flandrei.
Proporția practicanților diferitelor culte religioase nu este cunoscută cu exactitate, deoarece autoritățile flamande consideră practicarea religiei o chectiune privată, care îi privește doar pe credincioși, însă din când în când sunt publicate diverse studii care prezintă unele estimări. O imagine aproximativă se poate însă obține pornind de la statisticile locale și regionale publicate regulat de sistemul de învățământ primar și secundar, pe baza declarațiilor elevilor. Aceste cifre nu îi cuprind însă și pe elevii care sunt înscriși în unități de învățământ privat sau școli confesionale.
| · Religia în Regiunea Flamandă, în 2008 Creștinism (72,7%) Alte religii (3,7%) Ateism (15,8%) Liber cugetători (7,7%) | · Confesiunile religioase ale tinerilor flamanzi cu vârste cuprinse între 14 și 25 de ani, în 2013 Creștinism (46%) Islam (7,2%) Alte religii (3,7%) Atei sau neinteresați (33,5%) Liber cugetători (9,6%) | · Confesiunile religioase ale elevilor din învățământul primar, în anul școlar 2019–2020 Catolicism (74,81%) Protestantism (1,08%) Islam (9,18%) Alte religii (0,59%) Ateism (12,98%) Liber cugetători ș.a. (1,36%) | · Confesiunile religioase ale elevilor din învățământul secundar, în anul școlar 2019–2020 Catolicism (77,21%) Protestantism (0,62%) Islam (6,58%) Alte religii (0,43%) Ateism (13,81%) Liber cugetători ș.a. (1,35%) |

## Relații internaționale
Datorită statutului său de subiect al statului federal belgian și a faptului că o parte din competențele acestuia au fost transferate regiunilor în 1980, în momentul înființării lor, Regiunea Flamandă duce o politică externă activă pentru fiecare din aceste competențe. Acest lucru se realizează prin tratate aplicabile la nivel internațional, pe care le încheie cu alte state, actori non-statali și organizații. Există o rețea de reprezentanți ai guvernului flamand în străinătate, inclusiv la Haga, Londra, Geneva, Varșovia, New York sau Pretoria. Politica externă flamandă include și controlul asupra importului, exportului și tranzitului așa-numitelor bunuri strategice precum armele, munițiile și echipamentele sau tehnologiile pentru uz militar sau care pot fi folosite atât în scopuri militare, cât și în scopuri civile. În competența politicii externe flamande intră următoarele aspecte:
- reprezentarea internațională a guvernului flamand;
- coordonarea și susținerea poziției Regiunii Flamande în dosarele europene și internaționale;
- controlul comerțului internațional cu bunuri strategice și militare;
- transpunerea și supravegherea respectării tratatelor și angajamentelor internaționale;
- monitorizarea coerenței interne a acțiunilor guvernului flamand pe plan internațional;

### Orașe înfrățite
- Prefectura Aichi, Japonia[34]